# Vita Martinciglio
Vita Martinciglio (Mazara del Vallo, 17 settembre 1980) è una politica italiana, deputata alla Camera nella XVIII legislatura della Repubblica Italiana.

## Biografia
Nata il 17 settembre 1980 a Mazara del Vallo, in provincia di Trapani, dopo aver conseguito il diploma di maturità all'Istituto tecnico commerciale "Francesco Ferrara" con 86/100, nel 2007 si è laureata in giurisprudenza con 107/110 presso l'Università degli Studi di Palermo e dal 2012 esercita la professione di avvocato civilista; è titolare di uno studio legale a Trapani, dov'è iscritta all'albo, specializzata in diritto bancario e internazionale, e ha lavorato come operatore legale per un centro SPRAR.

### Attività politica
Inizia la propria attività politica nel meet-up del Movimento 5 Stelle (M5S) di Mazara del Vallo.
Alle elezioni politiche del 2018 viene candidata alla Camera dei deputati nel collegio uninominale Sicilia 1 - 09 (Mazara del Vallo), sostenuta dal M5S, venendo eletta deputata con il 53,92% dei voti contro i candidati del centro-destra Francesca Liliana Intorcia (27,91%) e del centro-sinistra Gaspare Gulotta (13,42%).
Durante la XVIII legislatura della Repubblica è stata componente della Commissione parlamentare per l'attuazione del federalismo fiscale, oltre ad essere membro e capogruppo per il Movimento 5 Stelle nella 6ª Commissione Finanze.
Il 21 giugno 2022 segue la scissione di Luigi Di Maio dal Movimento 5 Stelle, a seguito dei contrasti tra lui e il presidente del M5S Giuseppe Conte, per aderire a Insieme per il futuro (Ipf). Tuttavia, dopo tre giorni, annuncia il proprio ripensamento e rientra nel Movimento 5 Stelle.
Alle elezioni politiche anticipate del 2022 viene ricandidata alla Camera, nel collegio uninominale Sicilia 1 - 06 (Mazara del Vallo), sostenuta dal M5S, oltreché nelle liste M5S nel collegio plurinominale Sicilia 1 - 02 in terza posizione. Nell'uninominale ottiene il 27,67% dei voti ma viene superata dalla candidata del centro-destra, in quota forzista, Marta Fascina (35,97%), mentre nel plurinominale risulta la seconda dei non eletti, risultando fuori dal Parlamento.